# Ernst Günter Hansing
Ernst Günter Hansing (* 15. Juni 1929 in Kiel; † 31. Januar 2011 in Bad Honnef) war ein Künstler, der sich nicht ausschließlich einer Szene zuordnen lässt.

## Leben
Von 1948 bis 1952 absolvierte Hansing eine Lehre als Goldschmied. 1952 erhielt er ein Stipendium der französischen Regierung, mit dem er bei Fernand Léger in Paris studieren konnte; 1954 folgte ein weiteres Stipendium durch den Kulturkreis im Bundesverband der Deutschen Industrie für ein Studium an der Hochschule für bildende Künste Berlin. Ab 1956 war Hansing mit einem Atelier in Groß-Quern (Schleswig-Holstein) beheimatet. 1962 verlegte er es nach Paris. Seit dem erneuten Umzug im Jahre 1966 lebte und arbeitete er im Bad Honnefer Stadtteil Rhöndorf. Er litt zuletzt an Parkinson und Alzheimer. Bereits unter diesen Krankheiten leidend, schuf Hansing mit dem am 25. Mai 2007 enthüllten Porträt des damaligen nordrhein-westfälischen Ministerpräsidenten Wolfgang Clement sein letztes Werk. Beigesetzt wurde er auf dem Rhöndorfer Waldfriedhof.
Er weist ein umfangreiches malerisches und grafisches Werk auf, entwarf Metallplastiken und setzte seine Kunst in Beziehung zur Architektur. Als Schüler von Fernand Léger erhielt er wesentliche Impulse. Internationales Ansehen erwarb der Künstler als Porträtist berühmter Zeitgenossen, u. a. Konrad Adenauer, Papst Paul VI., Johannes Paul II., Mutter Teresa, Anne-Sophie Mutter, Marc Chagall und François Mitterrand.

## Auszeichnungen

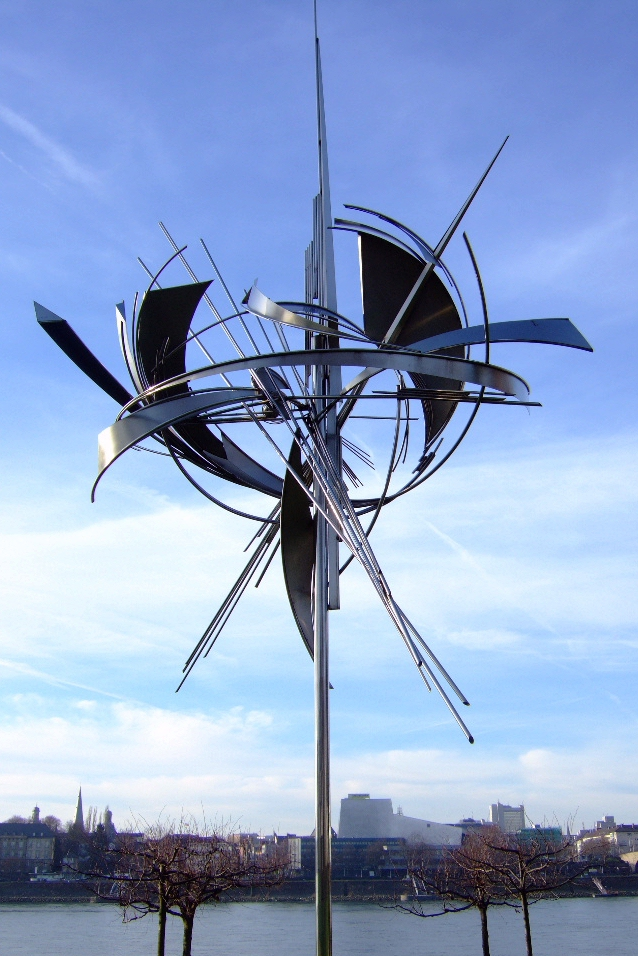
Ernst Günter Hansing: o. T. (1989) – Bonn – Rheinufer

- Preis von New York in der Kategorie Porträt
- 1976: Kunstpreis des Landes Schleswig-Holstein[2]
- 1989: Ernennung zum Professor h. c. der Interamerican University of Humanistic Studies, Florida[2]
- 1990: Kommandeurskreuz des St.-Gregoriusordens[2]
- Bundesverdienstkreuz 1. Klasse

## Werke (Auswahl)
- 1964: Hannover, Fensterband der Tituskirche
- 1971: Altenholz, Rathaus, mobile Windplastik[2]
- 1974: Straelen, Landwirtschaftliche Lehr- und Versuchsanstalt, Brunnenplastik[2]
- 1989: Bonn, Ortsteil Beuel-Mitte, Rheinpromenade, Stahlplastik[2]
- 2000: Kiel, Landesentwicklungsgesellschaft (LEG), Plastik[2]

## Ausstellungen
Ausstellungen finden sich in folgenden Städten:
Hamburg, Kiel, Schleswig, Flensburg, Bonn, Berlin, Köln, Basel, Paris, New York, Rom, Monte Carlo, Florenz, St. Paul de Vence, Hannover, Bad Honnef, Konstanz